# Asmedia
Asmedia é um gênero de coleóptero da tribo Callichromatini (Cerambycinae); compreende apenas quatro espécies, com distribuição na Indonésia e Malásia.

## Sistemática
- Ordem Coleoptera
  - Subordem Polyphaga
    - Infraordem Cucujiformia
      - Superfamília Chrysomeloidea
        - Família Cerambycidae
          - Subfamília Cerambycinae
            - Tribo Callichromatini
              - Gênero Asmedia (Pascoe, 1866)
                - Asmedia flavofasciata (Abang & Vives, 2004)
                - Asmedia mimetes (Pascoe, 1866)
                - Asmedia mimica (Podaný, 1968)
                - Asmedia nigricornis (Hayashi, 1994)